# Ушкуйники

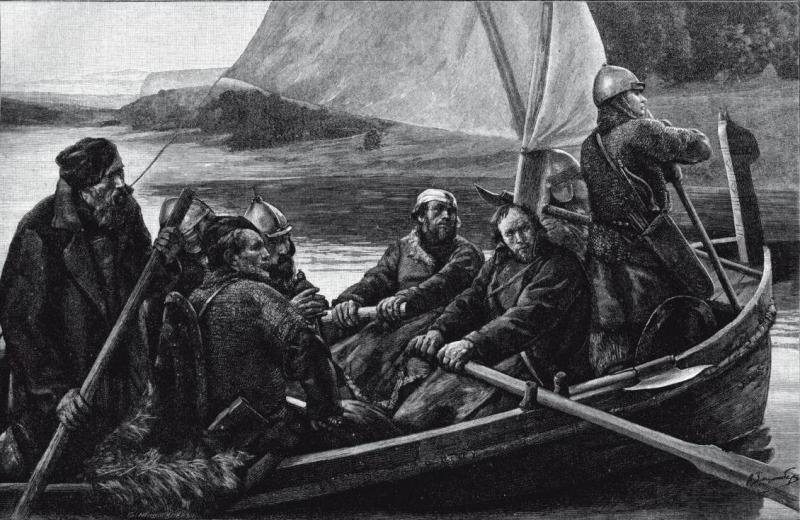
Ушкуйники. Новгородська вольниця. Картина С. М. Зейденберга

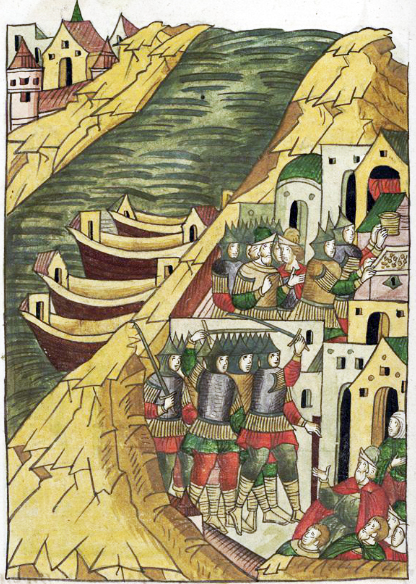
Лицевий літописний звід. Ушкуйники захоплюють Кострому

Ушкуйники — грабіжники, що входили у збройну дружину, яку споряджали новгородські купці та бояри, що їздили на ушкуях та займалася торговим промислом та набігами на Волзі, Камі; повольники (у Новгородській Республіці XIV—XV ст.). Також новгородські ушкуйники промишляли на північних річках — в Новгородській та Вятській землях XIV—XV століттях члени збройних дружин, які формувалися для захоплення земель на Півночі та торгових експедицій на Волгу та Каму.
Загальноприйнята теорія про ушкуйників спирається на версію Русі про розбійницькі набіги, відомі також у варягів та вікінгів.
Однак існує інша думка, яка всіляко заперечується частиною істориків. Вона пов'язана із захистом Новгородських земель ушкуйниками. До такого висновку можна прийти, якщо звернути увагу на літописні тексти про похід ушкуйників на шведів та лівонців. Саме ушкуйники змушують шведів підписати мирний Оріховецький договір. А це прерогатива посадського війська та посадника Новгорода Великого. По річках та морях новгородські молодці рухалися на судах — ушкуях, за що і отримали прізвисько «Ушкуйники». Деякі лінгвісти, наприклад, Макс Фасмер, вважають, що слово «ушкуй» походить від древньовепського слова «човен». Але ймовірніше, що судна були названі на зразок полярного ведмедя — ушкуя. Назва «ошкуй» полярний ведмідь була в поморів ще в XIX столітті. Непрямим аргументом на користь другої версії служить і те, що нормани називали свої бойові судна «морськими вовками». На високому носі ушкуя красувалася різьблена голова ведмедя.

## Ушкуй
Ушкуй — використовуване на Новгородщині та прилеглих землях вітрильно-гребне судно XI—XV ст. Походить від назви річки Оскуй — правої притоки Волхова у Новгороді, де новгородці будували човни звані ними «Оскуй», або «ушкуй». Виготовлялися в двох варіантах: для сплаву по річці і для моря. Довжина ушкуя становила 12-14 метрів, ширина 2,5 метра. Висота борту близько 1 метра та осадка до 60 см. Місткість до 30 осіб.
У морському варіанті використовувався косе вітрило і по обох кінцях корпусу судна робилися трюми. Річковий ушкуй мав пряме вітрило та повністю відкриту палубу без трюмів. В обох варіантах замість керма використовувалося кормове весло.

## Передумови до виникнення
Зважаючи близьке сусідство та активні контакти Новгорода (та Північно-Західної Русі в цілому) з варязькими та норманськими землями та племенами, певна частина жителів регіону могла проявляти достатньо поширений на ті часи подібний стиль поведінки. Їх появу відносять до XI ст. У 1088 болгари камські, як повідомляє літопис, взяли Муром. Татищев на підставі наявних у нього списків робить висновок, який приймає і Соловйов, що болгари мстилися русам за розбої на Оці і Волзі, що шкодило болгарській торгівлі. Можна вказати і раніші факти, що свідчать про існування ушкуйників на початку XI століття в «серці» ушкуйництва, у Великому Новгороді — наприклад, похід новгородських ушкуйників в Югру, до 1032.
В інших регіонах Русі ушкуйництво не досягало таких розмірів, як в Новгороді, де з'явилася і сама назва — ушкуйники. Великі вольності, менші стримуючі елементи демократичної новгородської влади, постійна боротьба партій — все це породжувало в Новгороді особливий клас, що не приписувався до якої-небудь громади (як цього вимагали новгородські установлення для громадянської повноправності). Влада прагнула звільнитися від подібних буйних елементів населення та вказували їм справу — розширювати межі Новгорода; землевласники та промисловці користувалися ними як захисниками своїх інтересів від іноземної експансії; найчастіше, ушкуйники здійснювали свої походи на свій страх та ризик. Так, новгородський боярин Лука Варфоломієвич на чолі із ушкуйниками здійсниши в 1320 і 1323 роках походи на норвезькі фюльке Фіннмарк і Голуґаланд, що зрештою змусило короля Магнуса IV укласти Нотебурзький мир з Новгородом.
Все це викликало невдоволення у сусідів. Не раз московське військо підходило до Новгорода, змушуючи новгородців платити величезну данину. Але, незважаючи на шантаж московських князів, ушкуйники продовжували свої походи.

## Ушкуйники в ХХ столітті
У 1924 про ушкуйники згадали організатори російського емігрантського руху. В Англії та США частина скаутів стали називати себе «роверами». В англійській традиції цим словом позначали піратів, корсарів, що відрізнялися своєю хоробрістю та підприємництвом. Тоді російські емігранти вирішили називати російських скаутів «ушкуйниками». Кілька років у 1920-х цей термін використовувався, а потім зник.